# Operation Dominic
Operation Dominic bezeichnet eine Reihe von Kernwaffentests, die von den Vereinigten Staaten in dem Jahr 1962 durchgeführt wurden. Die Testreihe wird oft in Dominic I (im Pazifik durchgeführt) und Dominic II (auf der Nevada Test Site) unterteilt. Insgesamt wurden 40 Kernwaffen getestet, davon wurden 29 Kernwaffen als Bomben aus B-52-Bombern abgeworfen und in der Luft gezündet. Zwanzig der Tests wurden zum Test neuer Waffenbauarten, sechs zum Test der Auswirkungen und mehrere weitere, um die Verlässlichkeit vorhandener Waffensysteme zu prüfen, durchgeführt. An Dominic I waren 1800 Soldaten und Wissenschaftler sowie 60 Kriegsschiffe und 110 Flugzeuge beteiligt.
Der als 5. Test der Reihe am 6. Mai 1962 durchgeführte Test Frigate-Bird war der einzige Volltest einer Rakete durch die USA. Der Oberflächentest Little Feller I im Rahmen der kontinentalen Testserie war der erste Test einer Davy Crockett.

## Tests in der Erdatmosphäre (Operation Fishbowl)
Es wurde im Zuge von Operation Dominic auch eine Reihe von Tests in der Erdatmosphäre durchgeführt, die als Operation Fishbowl bezeichnet wurden. Zum Transport in weltraumnahe Luftschichten wurde eine Thor-Rakete genutzt. Der bekannteste Test der Operation war der Starfish-Prime-Test am 9. Juli 1962, der nicht nur eine künstliche Aurora erzeugte, sondern auch elektrische Geräte auf Hawaii durch einen elektromagnetischen Puls zerstörte oder beschädigte.
Der eigentliche Starfish-Test scheiterte, weil die Thor-Rakete abstürzte und die Absturzstelle mit Plutonium kontaminierte.

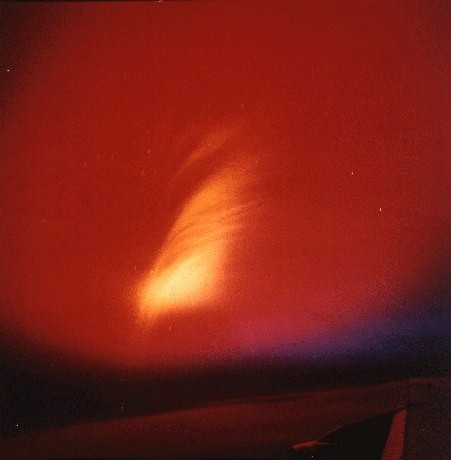
Starfish-Prime-Detonation
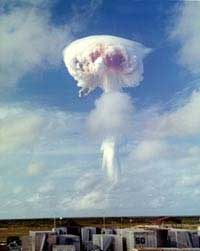
Arkansas-Test

## Operation Dominic II

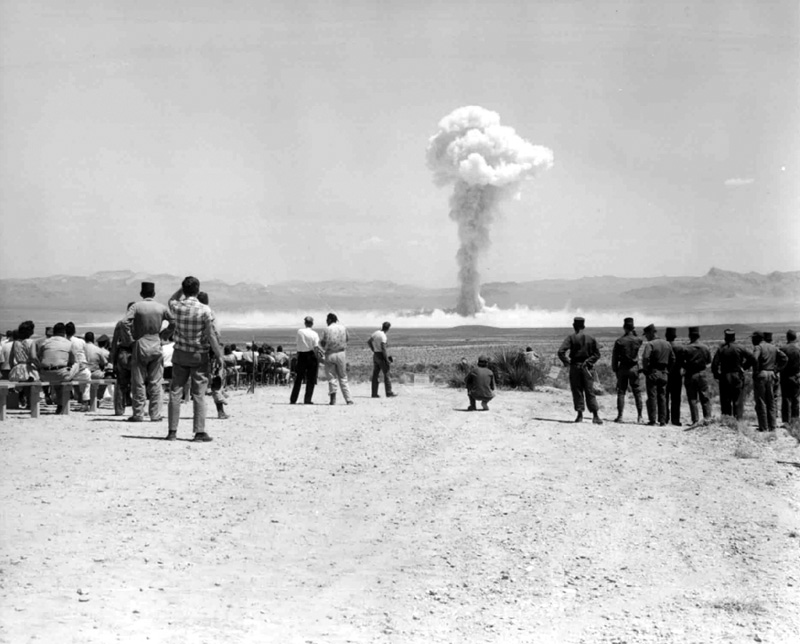
Operation Dominic II - Small Boy

Operation Dominic II wurde auf der Nevada Test Site vom 7. Juli bis zum 17. Juli 1962 durchgeführt. Es wurden vier Kernwaffen mit niedriger Sprengkraft getestet, drei davon an der Oberfläche und eine auf einem Turm. Knapp 3000 Mitarbeiter des amerikanischen Verteidigungsministeriums und 1000 Soldaten nahmen an der Militärübung Exercice Ivy Flats während des Testes Little Feller I teil. Im Verteidigungsministerium trug die Testserie den Namen Operation Sunbeam.

## Hintergrund
Die Operation Dominic fand in einer Zeit hoher Anspannung im Kalten Krieg zwischen den Vereinigten Staaten und der Sowjetunion statt, die Kubakrise fand während der Tests statt. Nikita Chruschtschow kündigte am 30. August 1961 das Ende der 3-jährigen Nukleartestpause an, die sowjetischen Atomwaffentests gingen am 1. September weiter. Hieraufhin gab Präsident John F. Kennedy sein Einverständnis für die Operation Dominic, das größte von den USA bis dahin durchgeführte Nuklearwaffentestprogramm, welches zugleich auch das letzte mit Nuklearexplosionen in der Atmosphäre war. Ein Jahr später wurde in Moskau ein beidseitiges Abkommen zur Einschränkung von Atomwaffentests unterzeichnet.

## Tests der Operation Dominic

### Operation Dominic I
| Bombe                 | Datum / Zeit (GMT)         | Ort                                       | Testart                                       | Höhe                | Sprengkraft                   | Anmerkungen |
| --------------------- | -------------------------- | ----------------------------------------- | --------------------------------------------- | ------------------- | ----------------------------- | --- |
| Adobe                 | 25. April 1962 15:45 Uhr   | Kiritimati                                | Abwurf aus einem B-52-Bomber                  | 884 m (2900 Fuß)    | 190 kT                        | Test eines Prototyps des thermonuklearen Sprengkopfes W-50 und des Mk-39-Wiedereintrittskörpers |
| Aztec                 | 27. April 1962 16:01 Uhr   | Kiritimati                                | Abwurf aus einem B-52-Bomber                  | 795 m (2610 Fuß)    | 410 kT                        | Test eines Prototyps des thermonuklearen Sprengkopfes W-50 und des Mk-39-Wiedereintrittskörpers |
| Arkansas              | 27. April 1962 18:00 Uhr   | Kiritimati                                | Abwurf aus einem B-52-Bomber                  | 1533 m (5030 Fuß)   | 1090 kT                       | Test eines W-56-Sprengkopfes für eine Minuteman-Rakete |
| Questa                | 2. Mai 1962 18:01 Uhr      | 15 Meilen südlich von Kiritimati          | Abwurf aus einem B-52-Bomber                  | 1594 m (5230 Fuß)   | 670 kT                        | Test eines Prototyps des thermonuklearen Sprengkopfes W-59 und des Mk-39-Wiedereintrittskörpers |
| Frigate Bird          | 6. Mai 1962 23:30 Uhr      | Johnston-Atoll                            | Submarine-launched ballistic missile (SLBM)   | 3352 m (11.000 Fuß) | 600 kT                        | Einziger Test einer SLBM mit scharfen Atomsprengkopf. Verwendet wurde eine Polaris-A1-Rakete, die von der USS Ethan Allen abgeschossen wurde |
| Yukon                 | 8. Mai 1962 18:01 Uhr      | Kiritimati                                | Abwurf aus einem B-52-Bomber                  | 878 m (2880 Fuß)    | 100 kT                        | |
| Mesilla               | 9. Mai 1962 17:01 Uhr      | 10 Meilen südlich von Kiritimati          | Abwurf aus einem B-52-Bomber                  | 747 m (2450 Fuß)    | 100 kT                        | |
| Muskegon              | 11. Mai 1962 15:37 Uhr     | 10 Meilen südlich von Kiritimati          | Abwurf aus einem B-52-Bomber                  | 608 m (1995 Fuß)    | 50 kT                         | |
| Swordfish             | 11. Mai 1962 20:02 Uhr     | 740 km westlich von San Diego             | Unterwasser                                   | -198 m (-650 Fuß)   | <20 kT                        | Test eines RUR-5 ASROC U-Boot-Abwehr-Flugkörpers |
| Encino                | 12. Mai 1962 17:02 Uhr     | Kiritimati                                | Abwurf aus einem B-52-Bomber                  | 1680 m (5510 Fuß)   | 500 kT                        | |
| Swanee                | 14. Mai 1962 15:21 Uhr     | Kiritimati                                | Abwurf aus einem B-52-Bomber                  | 896 m (2940 Fuß)    | 97 kT                         | Test eines Prototyps des thermonuklearen Sprengkopfes W-56 und des Mk-36-Wiedereintrittskörpers |
| Chetco                | 19. Mai 1962 15:36 Uhr     | 10 Meilen südlich von Kiritimati          | Abwurf aus einem B-52-Bomber                  | 2105 m (6905 Fuß)   | 73 kT                         | |
| Tanana                | 25. Mai 1962 16:08 Uhr     | 10 Meilen südlich von Kiritimati          | Abwurf aus einem B-52-Bomber                  | 2752 m (9030 Fuß)   | 2,6kT                         | Fehlzündung („Fizzle“) |
| Nambe                 | 27. Mai 1962 17:02 Uhr     | Kiritimati                                | Abwurf aus einem B-52-Bomber                  | 2176 m (7140 Fuß)   | 43 kT                         | |
| Alma                  | 8. Juni 1962 17:02 Uhr     | 15 Meilen südlich von Kiritimati          | Abwurf aus einem B-52-Bomber                  | 2702 m (8865 Fuß)   | 782 kT                        | |
| Truckee               | 9. Juni 1962 15:37 Uhr     | 10 Meilen südlich von Kiritimati          | Abwurf aus einem B-52-Bomber                  | 2124 m (6970 Fuß)   | 210 kT                        | Test des Sprengkopfes W-58, der später auf der Polaris A3-Rakete montiert wurde. |
| Yeso                  | 10. Juni 1962 16:01 Uhr    | 20 Meilen südlich von Kiritimati          | Abwurf aus einem B-52-Bomber                  | 2537 m (8325 Fuß)   | 3000 kT                       | Waffenwirkungstest für die experimentelle zweistufige Fusionsbombe 16-M |
| Harlem                | 12. Juni 1962 15:37 Uhr    | 17 Meilen südlich von Kiritimati          | Abwurf aus einem B-52-Bomber                  | 4159 m (13.645 Fuß) | 1200 kT                       | Test eines W-47-Sprengkopfes |
| Rinconada             | 15. Juni 1962 16:00 Uhr    | 17 Meilen südlich von Kiritimati          | Abwurf aus einem B-52-Bomber                  | 853 m (2800 Fuß)    | 800 kT                        | Test eines W-59-Sprengkopfes |
| Dulce                 | 17. Juni 1962 16:00 Uhr    | Südlich von Kiritimati                    | Abwurf aus einem B-52-Bomber                  | 2770 m (9090 Fuß)   | 52 kT                         | |
| Petit                 | 19. Juni 1962 15:01 Uhr    | 17 Meilen südlich von Kiritimati          | Abwurf aus einem B-52-Bomber                  | 4570 m (14.995 Fuß) | 2,2 kT                        | Fehlzündung („Fizzle“) |
| Otowi                 | 22. Juni 1962 16:00 Uhr    | 10 Meilen südlich von Kiritimati          | Abwurf aus einem B-52-Bomber                  | 823 m (2700 Fuß)    | 81,5 kT                       | |
| Bighorn               | 27. Juni 1962 15:19 Uhr    | 30 Meilen südlich von Kiritimati          | Abwurf aus einem B-52-Bomber                  | 3600 m (11.810 Fuß) | 7650 kT                       | |
| Bluestone             | 30. Juni 1962 15:21 Uhr    | 17 Meilen südlich von Kiritimati          | Abwurf aus einem B-52-Bomber                  | 1518 m (4980 Fuß)   | 1270 kT                       | Test eines Prototyps für den Sprengkopf W-56. Die radioaktive Wolke von Bluestone stieg bis in knapp 18 Kilometer Höhe. |
| Starfish Prime        | 9. Juli 1962 09:00 Uhr     | Johnston-Atoll                            | Thor-Rakete                                   | 400 km (248 Meilen) | 1450 kT                       | Operation Fishbowl − Starfish Prime war ein Höhentest mit dem Sprengkopf W-49, der die Auswirkungen des elektromagnetischen Impulses untersuchen sollte. Der Test erzeugte eine künstliche Aurora, die noch auf dem 1300 Kilometer entfernten Hawaii zu sehen war. Der erste Zündversuch am 20. Juni war fehlgeschlagen, da die Rakete in neun Kilometer Höhe ohne Kernreaktion ausfiel und den Sand der Insel mit Plutonium verseuchte. |
| Sunset                | 10. Juli 1962 16:33 Uhr    | Kiritimati                                | Abwurf aus einem B-52-Bomber                  | 1524 m (5000 Fuß)   | 1000 kT                       | Test eines Prototyps für den Sprengkopfes W-59 |
| Pamlico               | 11. Juli 1962 15:37 Uhr    | Kiritimati                                | Abwurf aus einem B-52-Bomber                  | 4368 m (14.330 Fuß) | 3880 kT                       | |
| Androscoggin          | 2. Oktober 1962 16:17 Uhr  | 250 Meilen südwestlich des Johnston-Atoll | Abwurf aus einem B-52-Bomber                  | 3127 m (10.260 Fuß) | 75 kT                         | |
| Bumping               | 6. Oktober 1962 16:02 Uhr  | Johnston-Atoll                            | Abwurf aus einem B-52-Bomber                  | 3048 m (10.000 Fuß) | 11,3 kT                       | |
| Chama                 | 18. Oktober 1962 16:01 Uhr | Johnston-Atoll                            | Abwurf aus einem B-52-Bomber                  | 3648 m (11.970 Fuß) | 1590 kT                       | |
| Checkmate             | 20. Oktober 1962 08:30 Uhr | 66 Kilometer vor dem Johnston-Atoll       | XM-33-Strypi-Rakete                           | 146 km (91 Meilen)  | gering (möglicherweise 60 kT) | Operation Fishbowl − Checkmate war ein Waffeneffekt-Höhentest des Sprengkopfes W-50. Da Checkmate außerhalb der Atmosphäre explodierte, entstand kein Feuerball. |
| Bluegill Triple Prime | 26. Oktober 1962 09:59 Uhr | 19 Meilen südwestlich des Johnston-Atoll  | Thor-Rakete                                   | 49 km (30 Meilen)   | <1000 kT                      | Operation Fishbowl − erfolgreicher Test, nach drei vorhergegangen gescheiterten Tests. Der Test wurde in der „heißen Phase“ der Kubakrise unter Leitung von General LeMay durchgeführt. Trotz Defense Condition 2, der höchsten Alarmbereitschaft der Streitkräfte außerhalb eines Krieges, wurde das Executive Committee nicht davon in Kenntnis gesetzt.                                                                               |
| Calamity              | 27. Oktober 1962 15:46 Uhr | Johnston-Atoll                            | Abwurf aus einem B-52-Bomber                  | 3590 m (11.780 Fuß) | 800 kT                        | |
| Housatonic            | 30. Oktober 1962 16:01 Uhr | Johnston-Atoll                            | Abwurf aus einem B-52-Bomber                  | 3697 m (12.130 Fuß) | 8300 kT                       | |
| Kingfish              | 1. November 1962 12:10 Uhr | 43 Meilen südwestlich des Johnston-Atoll  | Thor-Rakete                                   | 98 km (60,9 Meilen) | <1000 kT                      | Operation Fishbowl |
| Tightrope             | 4. November 1962 00:00 Uhr | 2 Meilen südwestlich des Johnston-Atoll   | Nike Hercules (Langstrecken-Flugabwehrrakete) | 21 km (13 Meilen)   | gering                        | Operation Fishbowl |

### Operation Dominic II
| Bombe            | Datum / Zeit (GMT)      | Ort                     | Explosionshöhe      | Testart    | Sprengkraft | Anmerkungen |
| ---------------- | ----------------------- | ----------------------- | ------------------- | ---------- | ----------- | --- |
| Little Feller II | 7. Juli 1962 19:00 Uhr  | Area 18                 | 1 Meter (3 Fuß)     | Oberfläche | 22 T        | |
| Johnnie Boy      | 11. Juli 1962 16:45 Uhr | Area 18                 | -0,6 Meter (-2 Fuß) | Oberfläche | 500 T       | Test des Sprengkopfes W-30 mit Tactical Atomic Demolition Munition                                                            |
| Small Boy        | 14. Juli 1962 18:30 Uhr | Area 5 (Frenchman Lake) | 3 Meter (10 Fuß)    | Turm       | 1,65 kT     | Informationen über den elektromagnetischen Impuls sollten gesammelt werden                                                    |
| Little Feller I  | 17. Juli 1962 17:00 Uhr | Area 18                 | 1 Meter (3 Fuß)     | Oberfläche | 18 T        | Test einer Davy-Crockett-Kernwaffe als Teil der Militärübung Ivy Flats; letzter atmosphärischer Test auf der Nevada Test Site |